# Christopher B. Duncan
Christopher B. Duncan (Lincoln, 4 de dezembro de 1964) é um ator e dublador americano. Ele é conhecido por seus diversos papéis na televisão e por ter retratado o ex-presidente dos EUA Barack Obama no filme My Name Is Khan e em algumas aparições no The Tonight Show with Jay Leno.

## Filmografia
- Black Lightning (2019) - Comandante Carson Williams
- 9-1-1 (2018) - sr. Cready
- Modern Family (2018) - Guarda de segurança
- Castle (2016) - Marcus Weller
- Switched at Birth (2014) - Dr. Trent Larkin
- Mr. Box Office (2013) - Presidente William Johnson
- The First Family (2012-2015) - Presidente William Johnson
- Jane By Design (2012) - Juiz Bentley Pope
- The Avengers: Earth's Mightiest Heroes (2012) -  Luke Cage (voz)
- Hero Factory (2010-2013) - Dunkan Bulk
- My Name Is Khan (2010) como Presidente Barack Obama
- Bones (2009) como Arthur Rutledge
- The Tonight Show with Jay Leno (2008) como Barack Obama
- Lincoln Heights (2008) como Rev. John Kingston
- Aliens in America (2007-2008) - sr. Matthews
- iCarly (2007) - Coronel Morgan
- Criminal Minds (2006) - Agente James Sheridan
- Veronica Mars (2005-2007, 2019) - Clarence Wiedman
- 24 (2005) - Spectre
- CSI: Crime Scene Investigation (2004) - George, o bombeiro
- Johnson Family Vacation (2004) - Stanley "Stan" Turner
- The District (2001-2004) - Sgt. Ray Cutter
- Walker Texas Ranger (1993-2001) - Defense Attorney Lime
- The Jamie Foxx Show (1996-2001) - Braxton P. Hartnabrig
- Original Gangstas (1996) - Spyro
- In the Army Now (1994) - Soldado #1
- Family Matters (1993) - Sam the Slam
- Coach (1990-1995) - Bo Whitley
- Generations (1989) - Gordon Williams